# Jüdischer Friedhof (Berkach)

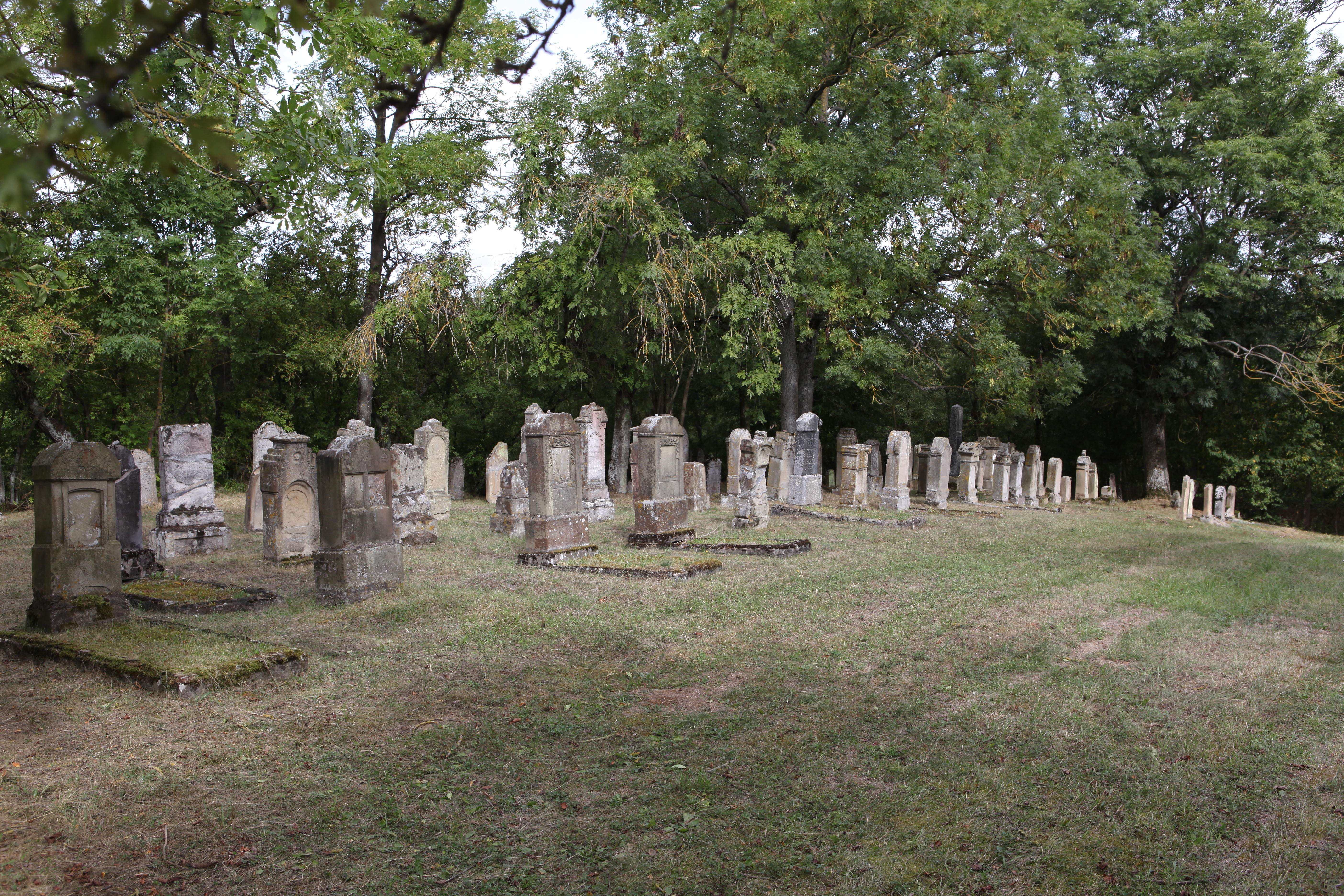
Friedhof

Der Jüdische Friedhof Berkach liegt im thüringischen Ort Berkach im Landkreis Schmalkalden-Meiningen.

## Geschichte
Eine  jüdische Gemeinde in Berkach entstand um 1700, als aus dem  benachbarten Nordheim ausgewiesene Juden sich in Berkach niederlassen durften. 1808 lebten in dem Ort 19 jüdische Familien, 1833 gab es 152 jüdische Gemeindeglieder (ein Drittel von 460 Einwohnern) und 1851 waren es 170 in 36 Familien. Mitte der 1920er wurden 28 jüdische Einwohner gezählt, 1932 waren es noch 20  Menschen. 1938 wurden neun Berkacher Juden in das KZ Buchenwald verschleppt und am 6. Oktober 1943 die letzten deportiert. Die heutige Synagoge wurde 1854 eingeweiht und den jüdischen Friedhof legte die Gemeinde nach 1820 an. Bis dahin erfolgten die Beisetzungen in Kleinbardorf. 1938 und 1990 wurde der Friedhof geschändet.

## Lage und Charakterisierung
Der Friedhof befindet sich östlich der alten Landstraße nach Behrungen sowie 200 m nördlich der Bundesautobahn 71 in unmittelbarer Nähe der Landesgrenze zu Bayern, ehemals innerdeutsche Grenze. Es sind noch 145 Grabsteine (Mazewa) vorhanden, die in sieben Reihen angeordnet sind. Die älteste Grabstätte stammt aus dem Jahr 1846.